# 巴润查干淖尔
巴润查干淖尔又称巴润查干淖日、巴彦查干诺尔、查干诺尔，是位于中国内蒙古自治区锡林郭勒盟苏尼特左旗巴彦淖尔镇境内的一个湖泊。其位置约为东经114°48′/北纬43°16′。湖面海拔1040米，面积约5.3平方公里。巴润查干淖尔来自蒙古语，是西边的白色水泡子的意思。
巴润查干淖尔属于呼尔查干淖尔流域努格斯郭勒下游的一个淡水湖，努格斯郭勒从南部注入，从东北角向北流出。《中国湖泊志》在附录中将本湖记录为“查干诺尔”，水位1040米，湖长4.3千米，最大宽1.9千米，平均宽1.2千米，面积5.3平方千米。
巴润查干淖尔于2011年被改造成为总库容998万立方米的小（1）型水库－恩格尔（河）水库，该水库以防洪灌溉为，兼顾生产养殖、生态保护和旅游。在2019年公布的苏尼特左旗境内苏木级河流、湖泊管理和保护范围划定工作的公示中，水库库区划界面积为5.85平方千米。